# Èm çò qu'èm
Èm çò qu'èm (lit. ‘Som el que som’) és una sèrie de televisió en aranès estrenada el 2020 com a comèdia de situació. Va esdevenir la primera producció audiovisual de ficció de la història realitzada en aquesta variant lingüística de l'occità de la Vall d'Aran.
La sèrie té l'objectiu de promoure el coneixement i l'ús lingüístic d'aquesta llengua, a banda de fer conèixer amb major precisió les tradicions i símbols nacionals que conformen la identitat singular i pròpia de la Vall d'Aran.